# Analekzem
Ein Analekzem, in der Schweiz auch Anitis oder Perianitis genannt, ist eine Dermatitis des Anoderms oder der Anal- beziehungsweise Perianalhaut, die akut, subakut oder chronisch verlaufen kann. Neben dem Krankheitsverlauf unterscheidet man zwischen einem:
- kumulativ-toxischen Analekzem,
- kontaktallergischen Analekzem und
- atopischen Analekzem.[4]

Das Analekzem ist keine eigenständige Erkrankung, sondern eine Folgeerscheinung verschiedener dermatologischer, proktologischer oder mikrobiologischer Vorgänge, die meist durch andere Erkrankungen des Anus oder Rektums hervorgerufen werden. Es hat eine hohe Prävalenz (Krankheitshäufigkeit), mit einer vor allem durch Schamgefühl bedingten hohen Dunkelziffer. Analerkrankungen sind immer noch ein weitgehendes Tabuthema. Bei den chronischen Formen des Analekzems ist die Wahrscheinlichkeit, dass die Erkrankung mehrere Ursachen hat, das heißt polyätiologisch ist, besonders hoch.

## Kumulativ-toxisches Analekzem

### Beschreibung
Ein Nässen des Afters, das zu einem quälenden Juckreiz (Pruritus ani) führen kann, zusammen mit einer aufweichenden Dermatitis sind die Leitsymptome eines kumulativ-toxischen Analekzems. In seiner akuten Form wird das kumulativ-toxische Analekzem umgangssprachlich als „Wolf“ bezeichnet. Die Haut ist in dieser Form großflächig stark gerötet, mit scharfen Rändern. Die chronische Form ist ebenfalls durch eine scharfe Begrenzung gekennzeichnet, jedoch kommen noch punktförmige oder flächige Hauterosionen (Rhagaden) hinzu. Der starke Juckreiz kann auch zu strichförmigen Kratzspuren führen. Etwa 30 % aller Analekzeme sind vom kumulativ-toxischen Typ.

### Ursachen
Das kumulativ-toxische Analekzem kann eine Vielzahl von Ursachen haben. Dazu gehören unter anderem das Hämorrhoidalleiden, Parasitosen, falsche Analhygiene, Hyperhidrose (starkes Schwitzen) und anatomische Fehlbildungen, wie beispielsweise ein Trichteranus. Einige Autoren gehen davon aus, dass in etwa 80 % der Fälle ein Hämorrhoidalleiden die Ursache für ein kumulativ-toxisches Analekzem sind. Verursacht wird es durch die gestörte Feinkontinenz, die den Austritt von Schleim aus dem Rektum ermöglicht, der die distal gelegenen Hautareale reizt. In seiner akuten Form wird es unter anderem durch unzureichende Hygiene, starkes Schwitzen im Bereich der Afterfalte, Durchfälle und durch längere mechanische Beanspruchung, beispielsweise nach langen Märschen (sprichwörtlich: „den Wolf laufen“) verursacht. Es wird häufig von einer Kontaktallergie überlagert.

### Behandlung
Da in vielen Fällen ein Hämorrhoidalleiden mit Hämorrhoiden zweiten bis vierten Grades die Ursache für das kumulativ-toxische Analekzem ist, kann eine Abklärung und Behandlung dieser Erkrankung häufig schon zur Heilung dieser Form eines Analekzems führen. Die Entzündungserscheinungen können kurzzeitig lokal mit Glucocorticoiden behandelt werden. Eine längere Anwendung sollte vermieden werden, da dies zu einer Atrophie des Anoderms (Abbau der Analhaut) führen kann. Über längere Zeiträume werden Externa empfohlen, die die Haut möglichst wenig sensibilisieren und entzündungshemmende Eigenschaften haben. Dazu gehört beispielsweise Ammoniumbituminosulfonat (Ichthyol). Dabei sollte die Salbegrundlage ebenfalls ein möglichst geringes reizendes Potenzial haben. Hautcremes und andere Wasser-Öl-Emulsionen, wie auch Polyethylenglycol-haltige Externa, sollten vermieden werden. Sitzbäder mit synthetischen Gerbstoffen, Abduschen des Afters (Analduschen) ohne Seifen und die Reinigung mit Olivenöl können das Leiden lindern.

## Kontaktallergisches Analekzem
Das kontaktallergisches Analekzem ist eine spezielle Form einer Kontaktallergie, die für etwa 40 % aller Analekzeme verantwortlich ist. Sie kann durch eine Vielzahl von Allergenen wie beispielsweise Dibucain, Mafenid, 4-Hexylresorcin, Policresulen, Chinin oder Menthol ausgelöst werden. Diese Verbindungen finden sich unter anderem in Hautpflegemitteln, Intimsprays, Toilettenpapier (speziell in feuchtem) und Proktologika.

### Behandlung
Bereits bei dem Verdacht auf ein kontaktallergisches Analekzem sollten alle (Arznei)mittel, die der Patient im Analbereich anwendet, abgesetzt werden. Akut nässende Ekzeme können mit topischen Glucocorticoiden kurzzeitig behandelt werden. Zur Reinigung werden Stoffe mit möglichst geringem allergenem Potenzial, wie beispielsweise Olivenöl oder Wasser ohne Seife, empfohlen. Bei der chronischen Form werden möglichst indifferente und fette Salben, beispielsweise auf der Basis von Vaseline, empfohlen. Auch hier können zeitlich begrenzt Glucocorticoide vom behandelnden Arzt verschrieben werden. Dauerhaft kann das kontaktallergische Analekzem mit Salben, die ein geringes allergenes Potenzial und antiphlogistische Eigenschaften haben, wie beispielsweise Ichthyol, behandelt werden. Auch eine Ernährungsumstellung, die vor allem aus der Vermeidung von scharf gewürzten beziehungsweise stark Fruchtsäure-haltigen Speisen besteht, kann zur Besserung und Heilung des Leidens beitragen.

## Atopisches Analekzem
Das atopische Analekzem ist für etwa 20 bis 30 % aller Analekzeme verantwortlich. Der Analbereich ist eine typische Prädilektionsstelle des atopischen Ekzems.

## Differentialdiagnose
Bei der Differentialdiagnose sind unter anderem folgende Erkrankungen auszuschließen:
- Psoriasis inversa
- Lichen ruber planus (Knötchenflechte)
- Lichen sclerosus
- anale Kandidose
- Erythrasma
- Perianale Streptokokkendermatitis
- extramammärer Morbus Paget (ein Carcinoma in situ, in diesen Fällen in der Perianalregion)
- Baboon-Syndrom

## Komplikationen
Aus chronisch entzündeten Analekzemen können sich unter Umständen Plattenepithelkarzinome entwickeln. Bei therapieresistenten Analekzemen sollte immer ein Karzinom des Analkanals als mögliche Ursache in Betracht gezogen werden.

## Weiterführende Literatur
- J. Schauber: Topische Therapie des perianalen Ekzems. In: Der Hautarzt. Band 61, Nummer 1, Januar 2010, S. 33–38, ISSN 1432-1173. doi:10.1007/s00105-009-1812-3. PMID 19967332.
- H. Rohde: Analekzem, Condylomata acuminata (Feigwarzen). In: Dtsch Med Wochenschr. Band 133, Nummer 6, Februar 2008, S. 245–246, ISSN 1439-4413. doi:10.1055/s-2008-1017504. PMID 18236350.
- Volker Wienert: Das Analekzem – eine interdisziplinäre, diagnostische Herausforderung . In: Wien Klin Wochenschr. Band 118, Nummer 3–4, März 2006, S. 69–71, ISSN 0043-5325. doi:10.1007/s00508-006-0557-6. PMID 16703248.
- B. H. Lenhard: Zum Krankheitsbild des Analekzems – Diagnose und Therapie. (PDF; 208 kB) In: Wien Med Wochenschr. Band 154, Nummer 3+4, 2004, S. 88–91.